# Шамин, Михаил Кузьмич
Михаил Кузьмич Шамин (16.01.1923, Самарская область — 21.04.2002) — командир отделения 244-го стрелкового полка (41-я стрелковая дивизия), сержант, участник Великой Отечественной войны, кавалер ордена Славы трёх степеней.

## Биография
Родился 16 января 1923 года в селе Подгоры, Волжского района Самарской области. Окончил 5 классов. Работал в колхозе, углежёгом.
В марте 1942 года был призван в Красную армию Молотовским райвоенкоматом Куйбышевской области. С мая 1942 года участвовал в боях с захватчиками. Весь боевой путь прошёл в составе 244-го стрелкового полка 41-й стрелковой дивизии, был рядовым автоматчиком, командиром отделения.
В июле 1943 года отличился в боях на Курской дуге, при прорыве обороны противника в районе города Болхов. При отражении контратаки противника в составе отделения уничтожил 24 гитлеровца. Получил первую боевую награду — медаль «За отвагу». Член ВКП/КПСС с 1944 года.
27 апреля — 1 мая 1944 года в бою за деревню Кустычи ефрейтор Шамин в ходе отражения контратак огнём из пулемёта уничтожил до 20 противников. Когда кончились патроны пулемёта, вёл огонь из винтовки до отражения контратаки. Приказом по частям 25-й стрелковой дивизии от 14 мая 1944 года ефрейтор Шамин Михаил Кузьмич награждён орденом Славы 3-й степени.
21 июля 1944 года младший сержант Шамин со своим отделением форсировал реку Западный Буг. Заняв выгодный рубеж, отделение отразило 2 контратаки противника. При переходе в наступление Шамин первым поднял своё отделение в атаку, ворвался в траншею противника и завязал рукопашный бой. Разбил два пулемёта противника. Приказом по войскам 69-й армии от 10 августа 1944 года младший сержант Шамин Михаил Кузьмич награждён орденом Славы 2-й степени.
16 апреля 1945 года в бою при прорыве обороны противника в районе западной окраины города Лебус сержант Шамин поднял своё отделение в атаку и первым ворвался во вражескую траншею. Подавил огонь двух пулемётов. В этом бою 7 противников заколол штыком и 12 уничтожил грантами. Своими действиями дал возможность подразделению занять опорный пункт. Командиром полка был представлен к присвоению звания Героя Советского Союза, но командир 91-го стрелкового корпуса изменил статус награды.
Указом Президиума Верховного Совета СССР от 31 мая 1945 года за мужество, отвагу и бесстрашие, проявленные в боях с вражескими захватчиками сержант Шамин Михаил Кузьмич награждён орденом Славы 1-й степени. Стал полным кавалером ордена Славы.
В 1947 году был демобилизован. Вернулся в родное село. Работал животноводом в совхозе «Куйбышевский», на турбазе завода «Экран» города Куйбышев. Жил в селе Подгоры. Скончался 21 апреля 2002 года.
Награждён орденами Отечественной войны 1-й степени, Красной Звезды, Славы 1-й, 2-й, 3-й степеней, медалями, в том числе двумя «За отвагу».
В селе Подгоры именем героя-фронтовика названа улица.

## Награды
- Орден Отечественной войны I степени (6.04.1985)[2]
- Орден Красной Звезды(06.07.1944)[3]
- Орден Славы 1-й степени ( 31.05.1945)[4]
- Орден Славы 2-й степени (10.08.1944)[5]
- Орден Славы 3-й степени (14.05.1944)[6]
- Медаль «За отвагу» (03.10.1943)[7]

- Медаль «За отвагу» (12.04.1945)[7]
- Медаль «За взятие Берлина» (1945)

- Медаль «В ознаменование 100-летия со дня рождения Владимира Ильича Ленина» (6 апреля 1970)
- Медаль «За победу над Германией в Великой Отечественной войне 1941—1945 гг.» (9 мая 1945[8])
- Юбилейная медаль «Двадцать лет Победы в Великой Отечественной войне 1941—1945 гг.» (7 мая 1965[9])
- Юбилейная медаль «Тридцать лет Победы в Великой Отечественной войне 1941—1945 гг.»[10]
- Медаль «Сорок лет Победы в Великой Отечественной войне 1941-1945 гг.»[11]
- Медаль «Ветеран труда»
- Юбилейная медаль «50 лет Вооружённых Сил СССР» (26 декабря 1967[12])
- Юбилейная медаль «60 лет Вооружённых Сил СССР» (28 января 1978[13])
- Знак «25 лет победы в Великой Отечественной войне» (1970)